# سیرککا ترککا

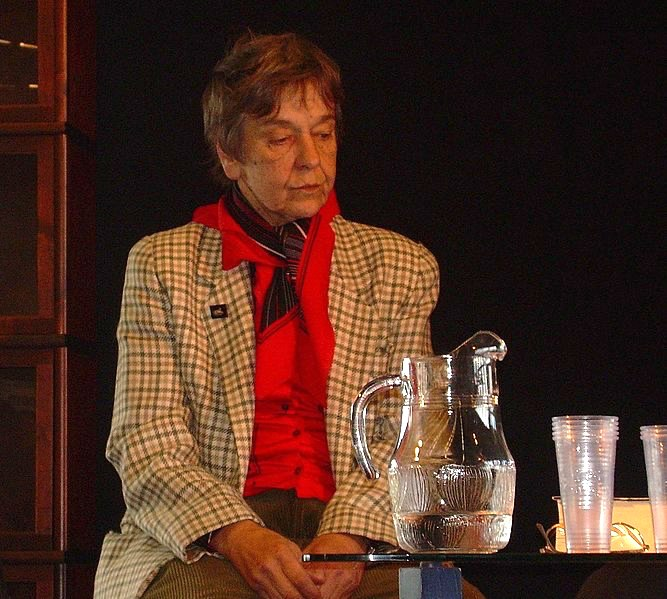
ترککا در نمایشگاه بین‌المللی کتاب تورکو در سال ۲۰۰۸

سیرکْکا ترْکْکا (۲ فوریه ۱۹۳۹–۲۳ اکتبر ۲۰۲۱) شاعر فنلاندی و برنده جایزه فنلاندیا در سال ۱۹۸۷ و جایزه جایزه اینو لینو در سال ۲۰۰۰ بود.